# NGC 5630
NGC 5630 is een spiraalvormig sterrenstelsel in het sterrenbeeld Ossenhoeder. Het hemelobject werd op 9 april 1787 ontdekt door de Duits-Britse astronoom William Herschel.

## Synoniemen
- UGC 9270
- MCG 7-30-14
- ZWG 220.18
- IRAS 14256+4128
- PGC 51635